# Jakir (Bośnia i Hercegowina)
Jakir – wieś w Bośni i Hercegowinie, w Federacji Bośni i Hercegowiny, w kantonie dziesiątym, w gminie Glamoč. W 2013 roku liczyła 45 mieszkańców, z czego większość stanowili Boszniacy.